# Holger Gravius
Holger Gravius (* 5. Dezember 1968 in Essen) ist ein deutscher Architekt, Designer, Künstler und Unternehmer. In seinen Entwürfen nimmt er gestalterische Leitprinzipien aus der japanischen Zen-Kultur auf wie Minimalismus, Harmonie und Vielschichtigkeit.
Holger Gravius gründete das Architekturbüro KenChiku Architektur + Design und ist Geschäftsführer des Bauunternehmens Sprenker + Gravius GmbH & Co. KG sowie der Gravius Baumanagement GmbH. Alle drei Unternehmen haben ihren Sitz in Essen.

## Ausbildung
Holger Gravius absolvierte sein Architekturstudium an der Rheinisch-Westfälischen Technischen Hochschule (RWTH) Aachen, wo er bei den renommierten Professoren Mirko Baum und Volkwin Marg (gmp) studierte. Er schloss mit dem Titel Dipl. Ing. Architekt ab. Anschließend setzte er seine Ausbildung an der Architectural Association (AA) School of Architecture in London bei Shin Egashira und David Greene (Archigram) sowie Götz Stockmann (Gruppe Formelhaut) und Steve McAdam fort und erwarb dort das AA Diploma.
Nach seiner architektonischen Ausbildung erwarb Gravius auch ökonomische Kompetenzen, indem er ein Studium der Betriebswirtschaftslehre an der Akademie des Handwerks in Raesfeld abschloss.

## Beruflicher Werdegang
Holger Gravius sammelte umfangreiche Berufserfahrung in verschiedenen international renommierten Architekturbüros. So arbeitete er unter anderem für den britischen Pritzker-Preisträger Norman Foster in London und für den deutschen Architekten Christoph Ingenhoven in Düsseldorf. Während seiner Laufbahn unternahm Gravius zahlreiche Auslandsaufenthalte, unter anderem in Japan, die seinen architektonischen Stil prägten.
Im Jahr 2000 gründete Holger Gravius das Architekturbüro KenChiku Architektur + Design in Essen, das sich durch moderne und minimalistische Architekturkonzepte für Wohn- und Gewerbebauten sowie Interior Design auszeichnet.
2002 übernahm Gravius die Position des Geschäftsführers im Bauunternehmen Sprenker + Gravius, das ebenfalls in Essen ansässig ist. Das Unternehmen hat sich einen Namen in der Projektentwicklung und Bauausführung von Wohn- und Gewerbeimmobilien gemacht, mit einem Fokus auf Nachhaltigkeit und Effizienz in der Bauweise.

## Stil und Philosophie
Die gestalterische Handschrift von Holger Gravius ist von internationalen Einflüssen geprägt. Sein Architekturbüro trägt den Namen „KenChiku“ – japanisch für „Architektur“, „Bauen“ und „Gestalten“. Der Stil von KenChiku Architektur + Design wurzelt in der Zen-Philosophie. Sie basiert auf Ideen des Minimalismus und dem ältesten Schönheitsbegriff der japanischen Zen-Kultur: Shibui, die Kraft der Ruhe, die in der vollkommenen Integrität von Handwerk, Material und Entwurf zu erkennen ist.
Charakteristisch für die Bauwerke von Holger Gravius sind unter anderem Einfachheit und Reduktion, Integration von Details in die Gesamtform, Unvollkommenheit in Symmetrie und Reihung, Tiefe und Transparenz sowie das skulpturale Spiel mit Volumina, Licht und Schatten.

## Architektur
Zu den Bauwerken von Holger Gravius/KenChiku zählen die folgenden ausgewählten Projekte:

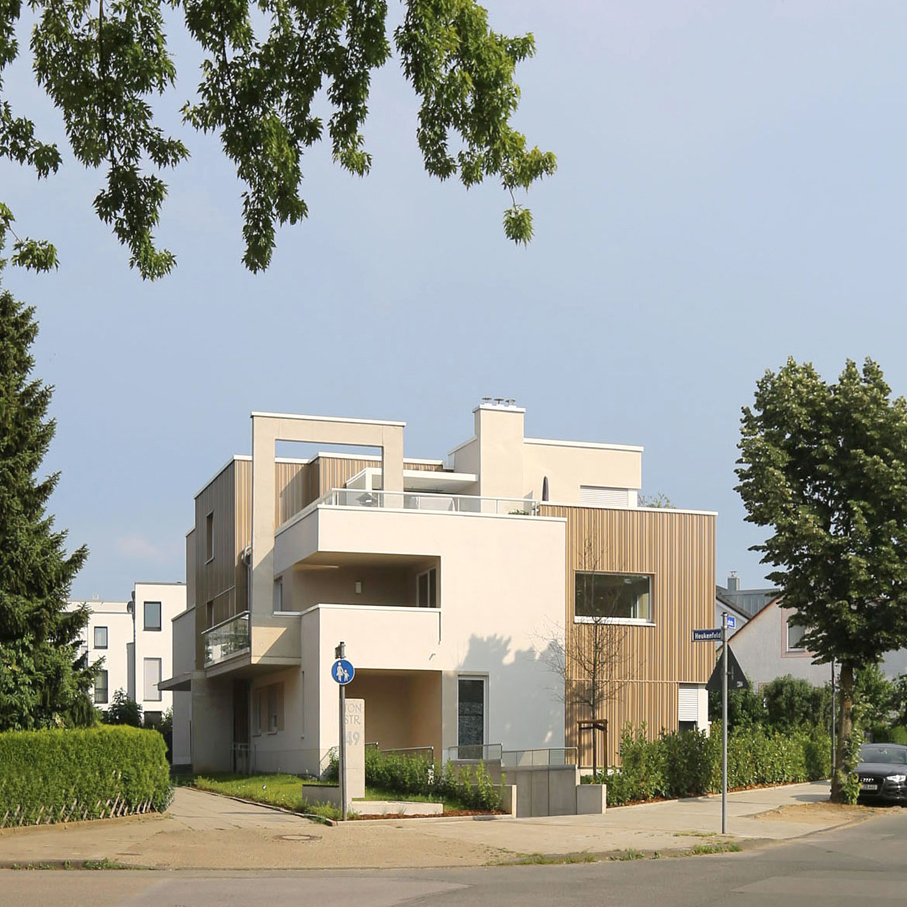
Birkenhaus (2018)

- Das 2018 fertiggestellte „Birkenhaus“, ein Fünf-Familien-Haus in Essen-Bedingrade, erinnert mit seiner reliefartigen Fassade an einen Birkenwald. Es ist aus zehn versetzten Kuben konstruiert. Im Flurbereich vermitteln echte Birkenstämme ein naturnahes Wohngefühl.[9]

- Der „Anthrazit“, eine kristalline Wohnskulptur, ist in Form und Struktur von einem Stück Kohle inspiriert. Der Entwurf für das Sechs-Familien-Haus in Essen-Bedingrade stammt aus dem Jahr 2017: Damals stellte die letzte Zeche im Ruhrgebiet die Kohleförderung ein.[10]

- Das „Wolkenhaus“ ist schon kurz nach seiner Fertigstellung (2015) zu einer Landmarke im Essener Stadtteil Bedingrade geworden. Die ungewöhnliche Vorhangfassade aus Aluminiumtafeln, die mit Wolkenmotiven bedruckt sind, erinnert an Siebdrucke von Andy Warhol. Sie verleiht dem Sechs-Familien-Haus eine fast schwerelose Anmutung.[11]

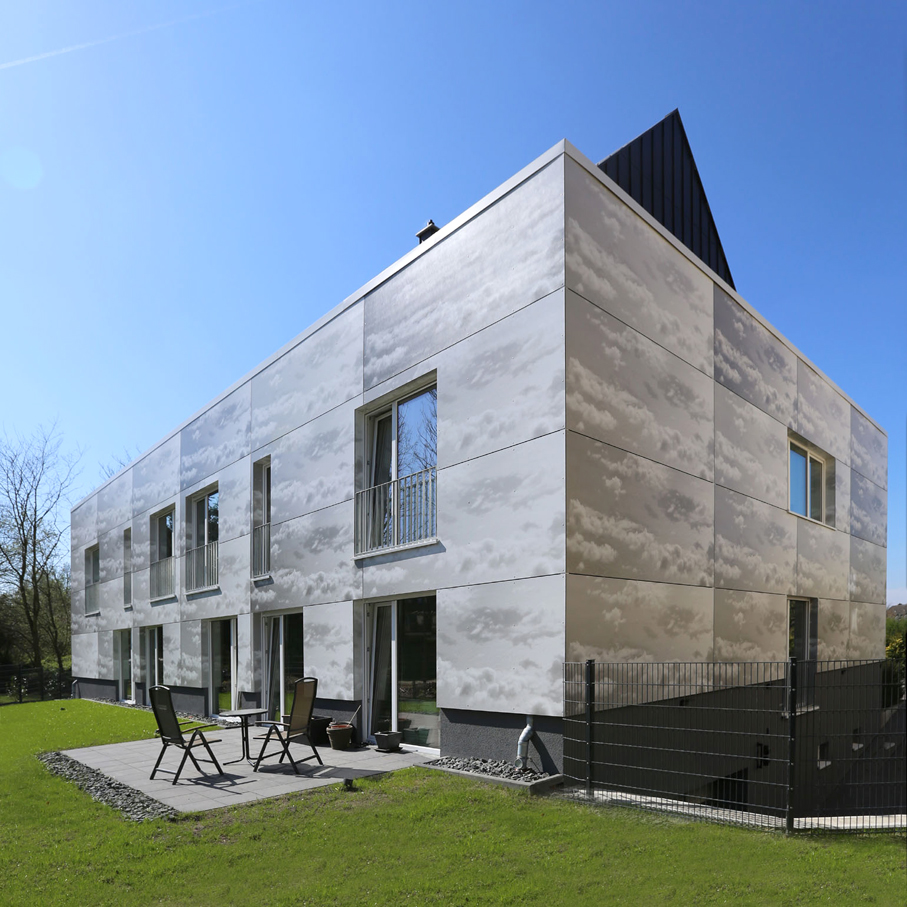
Wolkenhaus (2015)

- Das Projekt „Gartenblick“, fertiggestellt 2014, besteht aus zwei Gebäuden mit je zehn Wohnungen. Balkone aus individuell gegossenen Betonfertigteilen verleihen der Fassade einen skulpturalen Charakter. Sie kontrastieren mit einem filigranen Sonnenschutz aus Alu-Lamellen in der obersten Etage.[12]

- Das 2015 in Essen erbaute Einfamilienhaus „White Cube“ wirkt wie in die Landschaft gewürfelt. Durch einen großflächigen Spiegel am Eingang tritt der am Waldesrand gelegene weiße Kubus in den Dialog mit der umgebenden Natur.

- „Leuchtender Diamant“ wird die 2013 fertiggestellte Stadtvilla in Essen-Haarzopf genannt. Der L-förmige Bungalow zeichnet sich gestalterisch durch eine klare Linie aus. Nachts lassen LED-Schienen seine neuartige Plexiglas-Fassade von innen heraus erstrahlen.[13]

- Die Architektur des Hauses „Red and White“ aus dem Jahr 2018 ist geprägt von raumbildenden Rücksprüngen. Diese verleihen der Villa zusammen mit dem Farbspiel aus Rot und Weiß eine skulpturale Qualität.[14][15]

## Fotografie, Skulptur und Malerei
Neben der Architektur beschäftigt Holger Gravius sich mit Fotografie. Auch in dieser Disziplin sucht er den stillen Moment, die schlichte Schönheit. Viele seiner fotografischen Arbeiten regen in ihrer Lichtfülle und Uneindeutigkeit zum Nachdenken an über die scheinbare Dualität von Mensch und Natur.
Erstmals präsentierte Holger Gravius sein fotografisches Werk, ergänzt durch Skulpturen und Malerei, im Rahmen der Ausstellung Kunstspur Essen 2017. Weitere Ausstellungen folgten in der Alten Cuesterey in Essen-Borbeck (2023) sowie in der Villa Kampschulte in Essen-Bredeney (2025). Als bildender Künstler lässt Gravius sich unter anderem von Vorbildern wie dem britischen Land Art-Konzeptkünstler Richard Long und dem US-amerikanischen Minimalisten Carl Andre inspirieren.

## Auszeichnungen

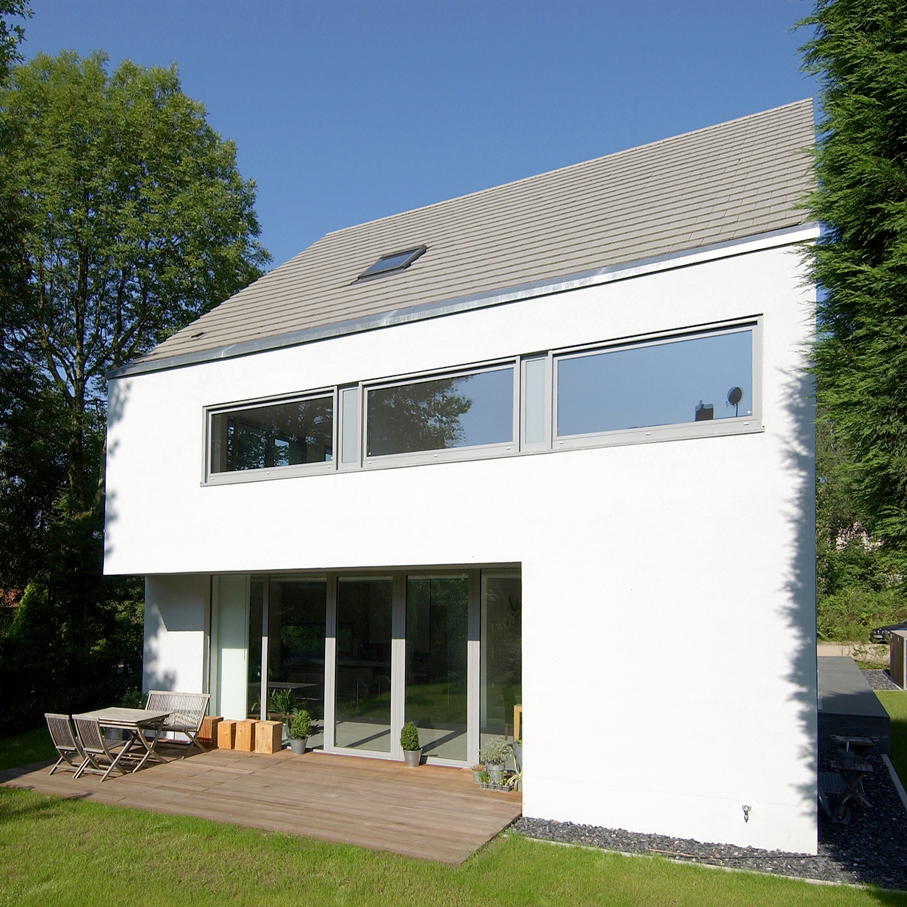
„Einfamilienhaus Roßstraße, Essen“, ausgezeichnet mit dem Architekturpreis Essen

Erste Auszeichnungen erhielt Holger Gravius bereits als Student mit dem Förderpreis des Deutschen Stahlbaus (1996) und der Anerkennung „Architektur-Förderpreis Ruhrgebiet“ (1996) durch den Bund Deutscher Architektinnen und Architekten (BDA). Im Jahr 2006 zeichnete der BDA sein Projekt „Einfamilienhaus Roßstraße, Essen“ mit dem Architekturpreis Essen aus. Für seine Fähigkeiten, Beziehungen zwischen (Bau-)Kunst, Natur und Umwelt herzustellen, erhielt Holger Gravius 2024 den Special Prize beim Takasho Design Contest in Japan, einem internationalen Forum für Garten- und Außenarchitektur.